# Овсиевская, Руфина Серафимовна
Руфина Серафимовна Овсиевская (8 апреля 1931, с. Новоалтатка, Берёзовский район, Красноярский край, РСФСР — 5 мая 2012, Барнаул, Россия) — советский, российский педагог. Народный учитель СССР (1980). 

## Биография
Родилась в селе Новоалтатка (ныне в Шарыповском районе, Красноярский край).
По окончании школы-семилетки поступила в статистический техникум в Барнауле. В 1956 году окончила заочно филологический факультет Барнаульский государственный педагогический институт.
В 1951—1957 годах — учитель русского языка и литературы, заместитель директора семилетней школы № 45 Барнаула, с 1957 — учитель русского языка и литературы (в 1957—1989 — заместитель директора) средней школы № 40 Барнаула (ныне — гимназия № 40).
Автор ряда научно-прикладных и публицистических статей по проблемам школьного образования.
В течение всей педагогической деятельности выполняла общественную работу: избиралась членом горкома профсоюза работников просвещения, членом ГК КПСС, дважды избиралась депутатом Алтайского краевого Совета народных депутатов, в течение 25 лет была попечителем детского дома №3, создала новаторскую школу по своему предмету для учителей края. В 1986 году была делегатом Всероссийского съезда учителей.
На 2012 год директором гимназии №40 Барнаула был её сын Овсиевский Александр Георгиевич.

## Награды и звания
- Заслуженный учитель школы РСФСР
- Народный учитель СССР (1980)
- «Учитель-методист»
- Нагрудный значок «Отличник народного просвещения РСФСР»
- Две медали
- Почётный гражданин Алтайского края (1997).